# Meilenstein (Lautenthal)

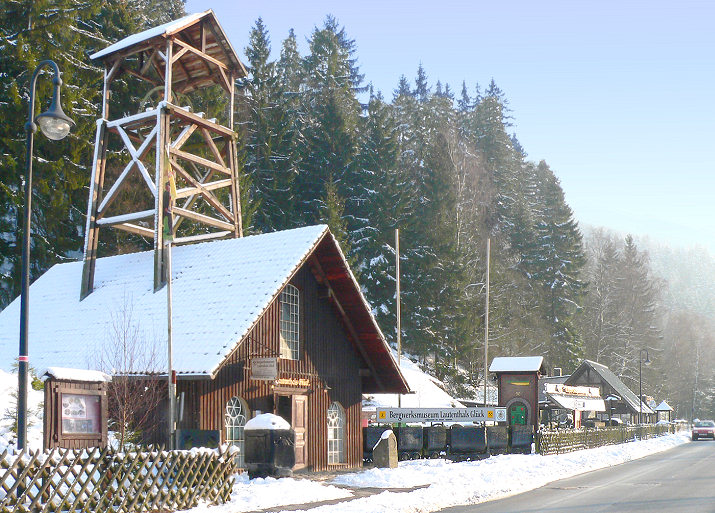
Standorts des Meilensteins vor dem Museumseingang (2006)

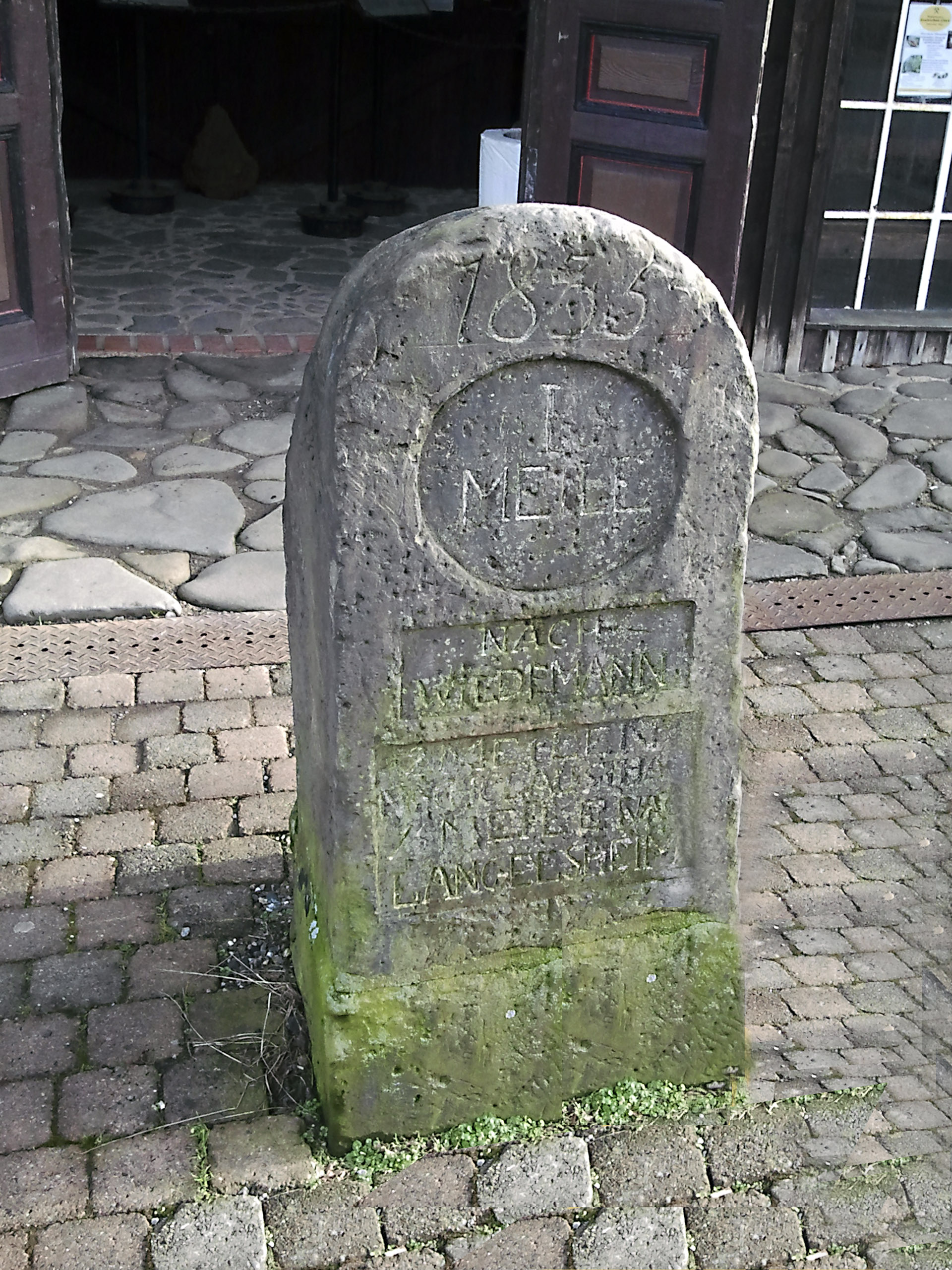
Ansicht 2014

Der Meilenstein von Lautenthal ist ein Kleindenkmal im Ortsteil Lautenthal der Stadt Langelsheim im Landkreis Goslar in Niedersachsen.

## Geschichte und Standort
Der Meilenstein hat seinen Standort direkt vor dem Eingang der Niedersächsischen Bergbaumuseums Grube Lautenthals Glück und stammt laut Inschrift aus dem Jahr 1835. In dieser Zeit wurde auch die Chaussee von Langelsheim nach Clausthal erbaut, so dass er recht sicher dieser zuzuordnen ist. Eine eindeutige Zuordnung ist bisher nicht gelungen, da kein ähnlich aussehender Meilenstein bekannt ist. Zunächst wurde vermutet, es handele sich um einen braunschweigischen Meilenstein, dann – aufgrund der historischen Zugehörigkeit des Gebietes – um einen von Hannover aufgestellten. Der Stein stand bis ca. 1980 an der Landesstraße 515 bei Kilometer 15,6 nahe bei einer Brücke.